# Sotfläckad spjutvingefluga
Sotfläckad spjutvingefluga (Lonchoptera scutellata) är en tvåvingeart som beskrevs av Stein 1890. Sotfläckad spjutvingefluga ingår i släktet Lonchoptera och familjen spjutvingeflugor. Arten är reproducerande i Sverige. Inga underarter finns listade i Catalogue of Life.